# Teorema de Steiner-Lehmus

El Teorema de Steiner–Lehmus, es un teorema de geometría elemental, formulado por  C. L. Lehmus y probado posteriormente por Jakob Steiner.
Todo triángulo que tenga dos bisectrices iguales, es un triángulo isósceles.
El teorema fue  por primera vez mencionado en 1840 en una carta escrita por C. L. Lehmus enviada a C. Sturm, en la que le solicitó una prueba puramente geométrica. Sturm pasó la petición a otros matemáticos, y Jakob Steiner fue uno de los primeros en ofrecer una solución.
El teorema se convirtió en un tema bastante popular en la geometría elemental desde entonces, con una publicación bastante regular de artículos sobre el mismo.